# كيفن بيترز
كيفن بيترز هو دراج بلجيكي، ولد في 5 فبراير 1987 في Lier, Belgium ‏ في بلجيكا.

## وصلات خارجية
- كيفن بيترز على موقع الاتحاد الدولي للدراجات (الإنجليزية)
- كيفن بيترز على موقع أرشيف الدراجات (الإنجليزية)
- كيفن بيترز على موقع إحصائيات الدراجات الإحترافية (الإنجليزية)
- كيفن بيترز على موقع نسبة الدراجات (الإنجليزية)